# Distrito electoral federal 19 de la Ciudad de México
El XIX Distrito Electoral Federal de Ciudad de México es uno de los 300 Distritos Electorales en los que se encuentra dividido el territorio de México y uno de los 24 en los que se divide Ciudad de México. Su cabecera es Iztapalapa de Cuitláhuac.
Desde la distritación de 2017, el XIX se ubica al centro de la alcaldía Iztapalapa.

## Distritaciones anteriores

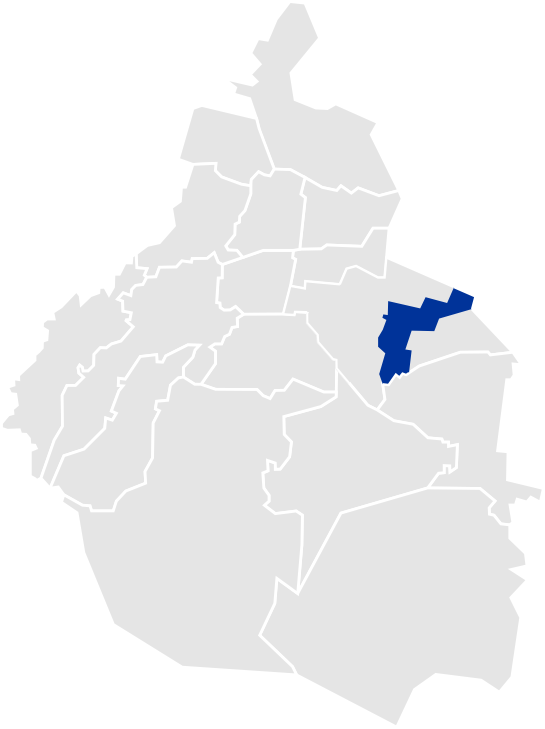
Ubicación del XIX Distrito entre 2005 y 2017.

El XIX Distrito de Ciudad de México (entonces Distrito Federal) surgió en 1952 para la conformación de la XLII, con Enrique Marcué Pardiñas como primer diputado federal por este distrito. 

### Distritación 1978 - 1996
Para la distritación de mayo de 1978, el XIX Distrito se ubicó dentro del territorio de la delegación Azcapotzalco.

### Distritación 1996 - 2005
En 1996, el XIX Distrito se establece en la Delegación Iztapalapa, en un sector al nororiente de la delegación, con 174 secciones electorales.

### Distritación 2005 - 2017
Para la distritación de 2005, ocupó la franja centro y oeste de Iztapalapa, desde los límites con Nezahualcóyotl al norte, hasta Tláhuac al sur. Se formó con 164 secciones.

### Distritación 2022 -
Se trasladó a otro sector, abarcando ahora el oriente de la alcaldía Coyoacán y el norponiente de la alcaldía Iztapalapa.

## Diputados por el distrito
| Diputado                          | Grupo parlamentario | Legislatura | Periodo     |
| --------------------------------- | ------------------- | ----------- | ----------- |
| Enrique Marcué Pardiñas           |                     | XLII        | 1952 - 1955 |
| Marcelino Murrieta Carreto        |                     | XLIII       | 1955 - 1958 |
| Emiliano Aguilar Garcés           |                     | XLIV        | 1958 - 1961 |
| Salvador Carrillo Echeveste       |                     | XLV         | 1961 - 1964 |
| Salvador Padilla Flores           |                     | XLVI        | 1964 - 1967 |
| Adolfo Ruiz Sosa                  |                     | XLVII       | 1967 - 1970 |
| Hilda Anderson Nevárez            |                     | XLVIII      | 1970 - 1973 |
| Alejandro Ruiz Zavala             |                     | XLIX        | 1973 - 1976 |
| Abraham Martínez Rivero           |                     | L           | 1976 - 1979 |
| Francisco Simeano y Chávez        |                     | LI          | 1979 - 1982 |
| Sara Villalpando Núñez            |                     | LII         | 1982 - 1985 |
| Luis Manuel Altamirano Cuadros    |                     | LIII        | 1985 - 1988 |
| Eleazar Cervantes Medina          |                     | LIV         | 1988 - 1991 |
| Eduardo Francisco Trejo González  |                     | LV          | 1991 - 1994 |
| Jaime Mariano del Río Navarro     |                     | LVI         | 1994 - 1997 |
| Esperanza Villalobos Pérez        |                     | LVII        | 1997 - 2000 |
| Alfredo Hernández Raigosa         |                     | LVIII       | 2000 - 2003 |
| María Elba Garfias                |                     | LIX         | 2003 - 2006 |
| Silvia Oliva Fragoso              |                     | LX          | 2006 - 2009 |
| Gerardo Fernández Noroña          |                     | LXI         | 2009 - 2012 |
| Aleida Alavez Ruiz                |                     | LXII        | 2012 - 2015 |
| Jerónimo Alejandro Ojeda Anguiano |                     | LXIII       | 2015 - 2018 |
| Aleida Alavez Ruiz                |                     | LXIV LXV    | 2018 - 2024 |
| Héctor Saúl Téllez Hernández      |                     | LXVI        | 2024 -      |

## Resultados electorales

### 2021
|  | 49.44 % |

|  | 33.36 % |

|  | 3.68 % |

|  | 3.21 % |

|  | 2.23 % |

|  | 2.03 % |

|  | 1.63 % |

|  | 0.73 % |

|  | 3.58 % |

|  | 0.10 % |

|  | 100 % |

|  | 47.32 % |

### 2018
|  | 56.6214 % |

|  | 26.7983 % |

|  | 7.1165 % |

|  | 4.0148 % |

|  | 1.6913 % |

|  | 0.1012 % |

|  | 3.6561 % |

|  | 100.00 % |

### 2009
|  | 9.63 % |

|  | 11.40 % |

|  | 25.46 % |

|  | 9.43 % |

|  | 30.08 % |

|  | 3.31 % |

|  | 1.62 % |

|  | 0.24 % |

|  | 8.82 % |

|  | 100.00 % |

### 2006
|  | 16.21 % |

|  | 10.04 % |

|  | 62.60 % |

|  | 5.36 % |

|  | 3.57 % |

|  | 1.93 % |

|  | 100.00 % |